# Yu-Gi-Oh! Zexal
A Yu-Gi-Oh! Zexal japán anime- és mangasorozat a harmadik spin-off szériája a Yu-Gi-Oh franchisenak. A manga a Shueisha vállalat V-Jump magazinjában jelent meg. Az animét 2011 áprilisa és 2012 szeptembere között vetítették Japánban, a TV Tokyo csatornán. A Yu-Gi-Oh! Zexal a Yu-Gi-Oh! 5D's anime után következik. A Yu-Gi-Oh! Zexal animét a Yu-Gi-Oh! Arc-V követi.
Az XYZ szörnyek a Yu-Gi-Oh! Zexal animében lettek bevezetve.

## Szereplők
| Karakter                        | Japán hangja    | Angol hangja           | Magyar hangja   |
| ------------------------------- | --------------- | ---------------------- | --------------- |
| Yuma Tsukumo                    | Tasuku Hatanaka | Eli Jay                | Penke Bence     |
| Astral                          | Miyu Irino      | Marc Thompson          | Czető Roland    |
| Reginald Kastle / "Cápa" / Nash | Toshiki Masuda  | Gary Mack              | Baráth István   |
| Tori Meadows                    | Mikako Komatsu  | Eileen Stevens         | Pekár Adrienn   |
| Kite Tenjo                      | Koki Uchiyama   | Christopher Kromer     | Timon Barnabás  |
| Rio Kastle                      | Megumi Han      | Alyson Leigh Rosenfeld | Laudon Andrea   |
| Kari Tsukumo                    | Nami Miyahara   | Jessica Paquet         | Gulás Fanni     |
| Bronk Stone                     | Makoto Shimada  | Sean Schemmel          | Kisfalusi Lehel |
| Caswell Francis                 | Taishi Murata   | Jason Griffith         | Czető Ádám      |
| Cathy Katherine                 | Yū Kobayashi    | Bella Hudson           | Csifó Dorina    |
| Flip Turner                     | Aki Kanada      | Matt Hoverman          | Szalay Csongor  |
| Haru Tsukumo                    | Ikuko Tani      | Kathryn Cahill         | ?               |